# Moordlied

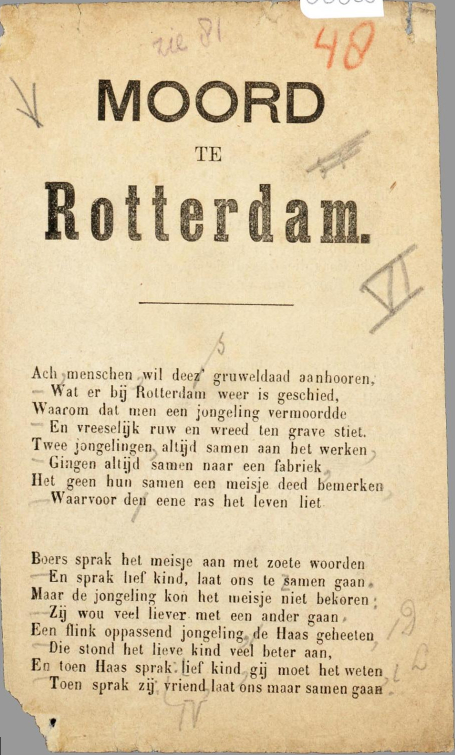
Liedblad met het moordlied 'Moord te Rotterdam' (collectie Meertens Instituut).

Een moordlied is een lied waarin nieuwswaardige en geruchtmakende moorden worden bezongen. Het moordlied valt als subgenre onder het straatlied.
De liederen werden door rondtrekkende straatzangers op markten en openbare plekken opgevoerd. De liederen hadden meestal een voor het publiek bekende melodie (zogeheten contrafacten), en werden als liedblaadjes aan de toehoorders verkocht.
De liederen waren zo actueel mogelijk en werden vaak kort na het misdrijf, en nog vóór de veroordeling van een moordenaar, geschreven. Vaak was de mate van succes van een lied gebonden aan de beschreven gruwelijkheden; hoe gruwelijker het lied, des te succesvoller en des te langer het populair bleef. Soms werden de liederen van morele en religieuze wijsheden voorzien.
Kenmerkend was dat gegevens als namen en woonplaatsen van slachtoffers en daders zonder censuur in de teksten werden vermeld. Geen detail werd door de zangers geschuwd en zowel slachtoffers als daders werden bij naam en woonplaats in het lied genoemd. Voorbeeld hiervan is het moordlied "Vreeselijke Moord gepleegd te Warffum op de 30 jarige Geert Dijkema" uit 1910, over de moord tijdens een caféruzie in Bie Koboa in Warffum.
Het genre heeft standgehouden tot in de 20e eeuw.